# ميشيل ريس
ميشيل ريس (بالفرنسية: Michel Reis)‏ هو عازف جاز وملحن لوكسمبورغي، ولد في 11 سبتمبر 1982 في لوكسمبورغ في لوكسمبورغ.

## روابط خارجية
- ميشيل ريس على موقع ميوزك برينز (الإنجليزية)
- ميشيل ريس على موقع أول ميوزيك (الإنجليزية)
- ميشيل ريس على موقع ديسكوغز (الإنجليزية)